# マッチ3ゲーム
- コンピュータゲーム > コンピュータゲームのジャンル > アクションゲーム > アクションパズル > マッチ3ゲーム
- コンピュータゲーム > コンピュータゲームのジャンル > パズルゲーム > アクションパズル > マッチ3ゲーム

マッチ3ゲーム (Match 3 Games) は、コンピュータゲーム向けパズルゲームの一種である。マッチ3とは日本語で「3つ合わせ」の意味である。

## 概要
落ち物パズルの亜種であり、フィールド内にコマが既に積み上がり埋め尽くされた状態からゲームは開始する。プレイヤーは上下または左右に3つコマを並べながら得点を稼ぐのが目的。

## 基本的な遊び方
- プレイヤーは縦または横に隣接した2つのブロックの位置を入れ替えることが出来る。ただし、下記のようにブロックを消滅できる場合に限られる。
- プレイヤーの操作で同じ色のブロックが縦または横に3つ以上並ぶ(Match 3)と、当該部分のブロックが消滅し、得点となる。
- 4つ(Match 4)ないし5つ(Match 5)、もしくは縦横同時に3つ以上並ぶことでアイテムが出現し、特殊な効果を発動出来る。
- 消滅したブロックの部分は空洞となるが、程なく浮いたブロック（画面外を含む）が落下し、空洞は埋められる。この際に同じ色のブロックが縦または横に3つ以上並ぶと、当該部分のブロックが消滅し、得点となる（連鎖）。
- ブロック消滅の演出中に他のブロックの位置を入れ替えて、連鎖をつなげることが出来る場合もある。
- 時間制限があるが、ブロックを消した際に一定時間回復する。
- 入れ替えられるブロックが無くなった場合は手詰まりとなるが、時間制限制の場合はミスとはならず、フィールドのブロック配置をシャッフルしゲーム再開することが多い。

## 主なゲーム
- Bejeweled
- ZOO KEEPER - 日本でヒットしたBejeweledクローン
- パズルクエスト〜アガリアの騎士〜 - マッチ3にRPG要素を加えたもの
- パズル&ドラゴンズ
- キャンディークラッシュ